# Гольдшмидт, Артур
Артур Гольдшмидт (нем. Arthur Goldschmidt, настоящее имя Фриц Натан Якоб Гольдшмидт, нем. Fritz Nathan Jakob Goldschmidt; 13 января 1902, Берлин — 1970) — немецкий и французский дирижёр еврейского происхождения.
Окончил Берлинскую высшую школу музыки, ученик Лео Блеха и Вальтера Фишера. В 1922 году ассистент Блеха в Берлинской государственной опере, затем в 1922—1923 гг. дирижировал в Брауншвейгской опере. 29 октября 1923 года как пианист вместе с виолончелистом Отто Ураком стал первым музыкантом в Германии, выступившим по радио в прямом эфире: прозвучало Андантино Фрица Крейслера. 27 марта 1924 года дебютировал как дирижёр с Берлинским филармоническим оркестром, исполнив увертюры к операм Карла Марии Вебера «Вольный стрелок» и Рихарда Вагнера «Летучий голландец», симфоническую поэму Ференца Листа «Орфей» и Пятую симфонию Петра Чайковского. В сезоне 1924—1925 гг. ещё несколько раз встал за пульт этого оркестра, в том числе 29 января 1925 года дирижировал концертом для виолончели с оркестром Антонина Дворжака, в котором с оркестром дебютировал в качестве солиста Григорий Пятигорский. В следующем сезоне дирижировал операми и опереттами в Киле, затем работал в Хемнице, Цюрихе, Берне и снова в Берлине. Написал музыку к кинофильмам Виктора Янсона «Женщина, о которой говорят» (1931) и Рудольфа Вальтер-Файна «Два счастливых дня» (1932).
С приходом к власти нацистов в 1933 году эмигрировал в Италию, затем во Францию и уже после начала Второй мировой войны сумел перебраться в Швейцарию, где сперва играл на фортепиано в лагерях для беженцев и интернированных, но в 1944 году получил возможность вернуться к дирижированию, выступая в Цюрихе и Винтертуре (в том числе с Оркестром Тонхалле). По окончании войны обосновался во Франции. В 1954 году руководил гастролями Оркестра Моцартеума по Франции и Швейцарии, в том же году впервые вновь выступил в Германии, 1 мая 1954 года продирижировав Дрезденской государственной капеллой в концерте из произведений Антонина Дворжака (к 50-летию со дня смерти композитора).
На протяжении 1950-х гг. активно записывался с различными французскими оркестрами.